# مائیواتنانا دوم
مائیواتنانا دوم (به لاتین: Maevatanana II) یک منطقهٔ مسکونی در ماداگاسکار است که در مائوتنانا (بخش) واقع شده‌است.
 مائیواتنانا دوم  ۱۶٬۰۰۰ نفر جمعیت دارد.